# Hilla Limann
Hilla Limann (Gwollu, 12 de diciembre de 1934-Acra, 23 de enero de 1998) fue un diplomático y político ghanés que ejerció como Presidente de la República de Ghana entre el 24 de septiembre de 1979 y el 31 de diciembre de 1981, cuando fue derrocado en el último golpe de Estado de la historia de Ghana. Fue el tercer presidente civil de su país y el primer presidente ghanés elegido democráticamente en elecciones directas. Su gobierno, ubicado entre los dos regímenes militares de Jerry Rawlings, es recordado históricamente como la "Tercera República".

## Primeros años y educación
Limann nació el 12 de diciembre de 1934, en Gwollu. Completó su educación básica escolar en la Government Middle School, Tamale, en 1949. Desde 1957 hasta 1960, estudió Ciencia Política en la London School of Economics. Posteriormente completó un Diplomado en francés en la Universidad de La Sorbona, Francia. También obtuvo el Bachillerato BA (Hons) en Historia por la Universidad de Londres y un Ph.D en Ciencia Política y Derecho Constitucional por la Universidad de París.

## Carrera política temprana
Trabajó en el Ministerio de Relaciones Exteriores de Ghana entre 1965 y 1968. Durante 1967, fue miembro de la Comisión Constitucional que redactó la Constitución de Ghana de 1969. En 1968, se convirtió en el Secretario Oficial de la embajada de Ghana en Lomé, Togo. Fue nombrado Consejero de la Misión Permanente de Ghana en Ginebra, Suiza, en 1971. Asumió el puesto de Jefe del Sindicato de América del Sudeste Asiático en Ghana del Ministerio de Asuntos Exteriores en junio de 1975.

## Presidencia

### Elecciones de 1979
Tras el golpe de Estado de 1979, durante la preparación de las elecciones generales del 18 de junio, el candidato del nkrumahista Partido Nacional del Pueblo, al que pertenecía Limann, Imoru Egala fue inhabilitado para ejercer cargos públicos por doce años por el Consejo Revolucionario de las Fuerzas Armadas (AFRC), por lo que Egala nombró a Limann, que era una figura desconocida incluso dentro de su propio país, como candidato a la presidencia, con Joseph W.S. de Graft-Johnson como compañero de fórmula. A pesar de ser casi un completo desconocido, Limann obtuvo la victoria en primera vuelta con el 35% de los votos, programándose una segunda vuelta entre él y Victor Owusu, del Partido del Frente Popular, para el 9 de julio. El PNP obtuvo mayoría absoluta en el Parlamento con 71 de los 140 escaños. Limann triunfó en la segunda vuelta con el 62% de los sufragios. Sin embargo, la legitimidad del nuevo gobierno se vio mermada por la extremadamente baja participación, menor al 40%.
Limann y Graft-Johnson, así como los 140 parlamentarios electos, fueron juramentados el 24 de septiembre para un mandato de cuatro años.

### Resumen de gobierno
A diferencia de los líderes electos anteriores del país, Limann era un ex diplomático y una figura no carismática sin seguidores personales. Como observó el mismo Limann, el gobernante PNP incluía personas con orientaciones ideológicas contradictorias. A veces discrepaban fuertemente entre ellos sobre las políticas nacionales, lo cual puso en duda la capacidad del nuevo gobierno para enfrentar la fuerte inestabilidad política que padecía la nación desde la caída de Nkrumah. Al momento de asumir Limann el gobierno, solo Ghana y Nigeria tenían gobiernos elegidos democráticamente, mientras que todos los países de la región eran estados de partido único o dictaduras militares.
Sin embargo, la amenaza más inmediata para la administración de Limann fue el AFRC, especialmente los oficiales que se organizaron en el "Movimiento del 4 de junio" para supervisar a la administración civil. En un esfuerzo por evitar que la AFRC mirara por encima de su hombro, el gobierno ordenó a Rawlings y a varios otros oficiales del ejército y la policía asociados con la AFRC a retirarse; sin embargo, Rawlings y sus asociados continuaron siendo una amenaza latente, particularmente cuando la economía continuó su declive. El primer presupuesto de Limann, para el año fiscal de 1981, calculó la tasa de inflación ghanesa en un 70% para ese año, con un déficit presupuestario equivalente al 30% del PIB.
El Congreso de Sindicatos afirmó que sus trabajadores ya no ganaban lo suficiente para pagar los alimentos, y mucho menos cualquier otra cosa. Se produjo una oleada de huelgas, muchas consideradas ilegales por el gobierno, cada una de las cuales redujo la productividad y, por lo tanto, el ingreso nacional. En septiembre, el gobierno anunció que despedirían a todos los trabajadores públicos en huelga. Estos factores erosionaron rápidamente el apoyo limitado que el gobierno de Limann disfrutaba entre civiles y soldados. El gobierno cayó el 31 de diciembre de 1981, en otro golpe encabezado por Jerry Rawlings.

## Pospresidencia
Tras la caída del último gobierno militar, en 1992, Limann continuó activo en la política ghanesa, presentándose como candidato a la presidencia en las primeras elecciones libres, bajo su nuevo partido, la Convención Nacional del Pueblo, que quedó en tercer lugar con el 6.7% de los votos. Falleció en 1998, a la edad de 63 años.